# De Amerikanske Jomfruøers flag
De Amerikanske Jomfruøers flag blev taget i brug 17. maj 1921. Det består af en forenklet udgave af USA's store segl med et stort V og I (for Virgin Islands) på hver side. Ørnen holder en olivengren i den ene klo og tre pile i den anden. Disse pile repræsenterer øgruppens tre største øer, Sankt Croix, Sankt Thomas og Sankt Jan. I farvevalget repræsenterer ørnens gule farve forskellige forhold på øerne, herunder blomster, den grønne farve på olivengrenen repræsenterer øernes bakker, den blå farve repræsenterer vandet, og endelig repræsenterer den røde farve kærlighed.
Inden øerne blev amerikanske, var de en dansk koloni og brugte derfor det flag, Danmark almindeligvis brugte i deres kolonier med Dannebrog i øverste venstre hjørne på et ellers helt blå flag.